# Elias Tillandz
Elias Tillandz eller Til-Landz, född 1640 i Rogberga, död 18 februari 1693 i Åbo, var en svensk läkare och botaniker.
Elias Tillandz var son till kyrkoherden Ericus Sunonis Tillander och Maria Henriksdotter Gildemeister. Han blev student vid Åbo akademi 1659, vid Uppsala universitet 1663, reste 1668 som medicine kandidat till Nederländerna och blev 1670 medicine doktor i Leiden. 1670 utnämndes han till professor i medicin vid Åbo akademi där han 1676 och 1683 även var rektor. Tillandz var på sin tid den ende vetenskapligt utbildade läkaren i Finland, fick en vidsträckt praktik och blev mycket berömd. I brist på apotek i Åbo tillredde han med hjälp av sin fosterson sina läkemedel i ett litet privatlaboratorium. Vid Kuppis lät han inrätta en hälsokälla, och på hans initiativ uppfördes här även ett sjukhus för spetälska. Borgerskapet i Åbo skänkte honom 1686 en tomt som tack för hans läkarinsatser. Han införde studier i anatomi i Åbo, och 1686 genomförde han den första vetenskapliga dissektionen i Finland på en människa. Det var ett märkligt evenmang med inbjudningsskrift författad av akademins rektor och med personer utanför akademin som betalande gäster. Tillandz hade i sitt hus en "anatomisk teater" och gjorde där dissektioner. Han utgav en dissertation, De ossibus humanis (1692), som är en utförlig redogörelse i ord och bild för människans benbyggnad. Tillandz grundlade även den empiriska botaniken i Finland. I Nederländerna hade han skaffat sig goda kunskaper i ämnet, och efter återkomsten till Åbo satte han akademins botaniska trädgård i stånd och började utforska traktens flora tillsammans med sina lärjungar. Till ledning under exkursionerna utgav han 'Catalogus plantarum, tam in excultis, quam incultis locis prope Aboam superiori aestate nasci observatarum (1673), som är en förteckning över de 496 vilda och odlade växter, vilka föregående sommar hade anträffats vid Åbo. Arbetet var den första botaniska skriften som utgavs i Finland. I verket upptas växternas latinska namn samt deras svenska och finska namn samt deras nytta och förmenta medicinska egenskaper, med mera. 1683 utgav Tillandz andra upplagan av sitt arbete, nu med 536 växter, varav 406 vilda, och samtidigt som komplement det första svenska botaniska planschverket, Icones novae in usum selectae et Catalogo plantarum promiscue appensae med 158 växtbilder i träsnitt.
Elias Tillandz hette från början Tillander i efternamn, men ändrade namnet efter en sjöresa till Finland då han skall ha lidit skeppsbrott och därefter lyckats ta sig "till lands".

## Utmärkelser
Växtsläktet tillandsiasläktet (Tillandsia) är uppkallat av Carl von Linné efter Elias. Församlingsgårdens i Rogberga, Tillandzgården, är uppkallad efter honom.
Asteroiden 3272 Tillandz är uppkallad efter honom.